# Jennifer Alleyn
Pour les articles homonymes, voir Alleyn.
Jennifer Alleyn est cinéaste et artiste multidisciplinaire québécoise née en Suisse le 7 mai 1969. Elle est la fille du peintre Edmund Alleyn. 

## Biographie
Après des études en cinéma à l’Université Concordia, elle fait le tour du monde, seule, caméra au poing grâce à l’émission la Course destination monde (diffusée sur Radio-Canada) pour réaliser 26 courts métrages.
À son retour, elle est journaliste au quotidien Le Devoir (prix Mireille Lanctôt, 1994) et collabore au Point (SRC TV) avant de se consacrer pleinement à la réalisation cinématographique. Pour son baptême de fiction : elle écrit et réalise Aurore et crépuscule, un des segments du long-métrage collectif Cosmos, produit par Roger Frappier et primé à la Quinzaine des réalisateurs, Cannes en 1997.
Elle enchaîne les fictions et documentaires sur l'art. Salués par la critique et primés de par le monde, ses films sont diffusés en Amérique du Nord et en Europe. Son documentaire L’atelier de mon père, remporte en 2008 le Prix de la meilleure œuvre canadienne au 26e Festival international de Films sur l’art de Montréal (FIFA) ainsi qu'un Prix Gémeaux et une nomination aux Jutra. En 2011, son film Dix fois Dix, un portrait du peintre Allemand Otto Dix, récolte le Prix Tremplin pour le monde Artv dès sa sortie en compétition officielle au 29e Festival International du Film sur l'art de Montréal (FIFA). 
Jennifer crée en 2011 une installation en collaboration avec l'écrivaine canadienne Nancy Huston au Musée des Beaux-arts de Montréal. Elles collaborent à nouveau sur un court métrage A few lost words, réalisé par Jennifer Alleyn. En 2012, Jennifer est commissaire de l'exposition De l'écran au crayon, l'univers dessiné de Paule Baillargeon produite par l'Office National du film du Canada.
Son travail plastique a été exposé à la Galerie C, de Neuchatel, en Suisse, dans le cadre de l'exposition Zones Poreuses, en avril 2016. Elle scénarise et réalise son premier long métrage de fiction, Impetus, qui fait explore les interstices entre cinéma du réel et fiction. Impetus séduit la critique et le public, et s'envole pour la compétition au 25ème Festival Slamdance (Utah) en janvier 2019 puis à Turin, Berlin et Florence.
L'Observatoire du cinéma au Québec, en collaboration avec la Faculté des arts et sciences de l'Université de Montréal, décerne le prix Création 2019, à Jennifer Alleyn, pour sa contribution exceptionnelle au développement de la cinématographie québécoise.

## Filmographie
- 1992 : Course destination monde (26 courts-métrages documentaires sur 5 continents)
- 1993 : Petit conte moderne (fiction)
- 1996 : Cosmos (fiction, coréalisation)
- 2000 : Une p'tite nuit (documentaire)
- 2000 : Le Regard de Delphine (fiction)
- 2001 : Imaginer le rien (documentaire)
- 2002 : Les Rossy (documentaire)
- 2005 : Svanok (L'Appel) (fiction)
- 2006 : La Vie imaginée de Jacques Monory (documentaire)
- 2008 : L'Atelier de mon père (documentaire)
- 2011 : Dix fois dix (documentaire)
- 2012 : A Few Lost Words (essai)
- 2015 : La terre nous est étroite (essai)
- 2016 : Respondere (art video)
- 2018 : Impetus

## Distinctions
- Impetus
- Prix Création 2019  Remis à Jennifer Alleyn, par l'Observatoire du Cinéma au Québec (OCQ), en collaboration avec la    Faculté des arts et sciences de l'Université de Montréal "pour sa contribution exceptionnelle à la cinématographie québécoise".
- Dix fois Dix
  - Prix Tremplin pour le monde Artv -Festival International du Film sur l'Art (FIFA), 2011
  - Prix Gémeaux: deux nominations pour "meilleur scénario" et " meilleur portrait". 2012

- L'atelier de mon père
  - Prix de la meilleure œuvre canadienne,  Festival International du Film sur l’Art, (FIFA)  2008;
  - Prix Gémeaux meilleur portrait ou biographie 2008
  - Nomination Prix Jutra Meilleur documentaire 2009

- Svanok
  - Prix AQCC - meilleure fiction court métrage de l'Association Québécoise des critiques de cinéma, Rendez-vous du cinéma Québécois 2006
  - Best Fiction, Short film genre award; New York Intl Independent Film & Video Festival 2006

- Le regard de Delphine
  - Meilleure réalisation Festival du Film de Lorquin, France, 2001.

- Cosmos
  - Prix « art et Essai » de C.I.C.A.E., Quinzaine des réalisateurs, Festival de Cannes 1997.
  - Sélection du Canada pour les Oscars 1998.

- Prix Mireille Lanctôt, FPJQ (Fédération professionnelle des journalistes du Québec), 1994.

## Collaborations
Pascale Bussières, Nancy Huston, Stéphane Lafleur, Laurent Lucas, Marie-Jo Thério, André Turpin John Zorn, Michel Brault, Emmanuel Schwartz, Barbara Hannigan, Bang on a can.

## Presse
- « On dirait un œil neuf, nettoyé de tout le cirque médiatique » - Juliette Ruer, Voir.
- " peu de cinéastes comprennent aussi bien les arts visuels que Jennifer Alleyn" Mario Cloutier, La Presse.
- “Jennifer Alleyn poursuit sa quête sensible sur le rôle de l’art … Une réflexion fascinante sur la vie, l’art, la philosophie...” Odile Tremblay, le Devoir
- " Jennifer Alleyn accomplit avec délicatesse et attention, éloquence et ravissement, un résumé du parcours (...) De quoi être intéressé et éblouit", Lucie Poirier, Terra Nova Magazine cinéma.